# Реформа церковного календаря на Украине
Реформа церковного календаря в украинских церквях — процесс внедрения григорианского или новоюлианского календарей, вместо юлианского календаря, в украинских церквях. После того, когда 16 ноября 2017 года Рождество Христово 25 декабря по григорианскому календарю стало государственным выходным на Украине, вопрос перехода ПЦУ и УГКЦ на новоюлианский календарь активизировался ежегодно с приближением Рождества Христова. Вопрос календарной реформы ещё более остро встал после начала вторжения России на Украину 24 февраля 2022 года, ведь, как утверждают некоторые публицисты и церковники, из-за использования старого стиля вместе с Русской православной церковью Украина находится в сфере «русского мира».
Как и предстоятель ПЦУ митрополит Епифаний, так и предстоятель УГКЦ верховный архиепископ Святослав, выразили поддержку проведения календарной реформы на Украине. Священный Синод ПЦУ, на заседании 18 октября 2022 года, разрешил по желанию приходов праздновать Рождество Христово согласно новоюлианскому календарю — 25 декабря, освободив участников богослужения от ограничений поста.
2 февраля 2023 года Священный Синод ПЦУ разрешил полное использование новоюлианского календаря. 24 мая 2023 года Архиерейский собор в Трапезном храме Киево-Печерской лавры согласовал переход Православной церкви Украины на новоюлианский календарь с 1 сентября 2023 года. 27 июля 2023 года Поместный собор Православной церкви Украины утвердил переход.
1-2 февраля 2023 года во Львове-Брюховичах Архиерейский Синод УГКЦ решил, что с 1 сентября 2023 года Украинская грекокатолическая церковь на Украине переходит на новый стиль для неподвижных праздников с сохранением действующей Пасхалии, о чём сообщил верховный архиепископ Святослав 6 февраля 2023 года. Вслед за УГКЦ на Украине решение о переходе на новый стиль приняли УГКЦ в Польше, УГКЦ в Австралии и Океании, УГКЦ в Германии и Скандинавии, УГКЦ в Великобритании и Апостольская администратура для католиков византийского обряда в Казахстане и Центральной Азии.

## История
Григорианский календарь в Украинской Народной Республике был введён 16 февраля 1918 года, когда этот день стали считать 1 марта 1918 года. Западные украинские земли находились в составе Австро-Венгрии, где григорианский календарь уже был государственным. Русские церкви в Речи Посполитой и Австро-Венгрии пользовались старым стилем, то есть юлианским календарём, ведь стоял вопрос сохранения этнической самоидентификации русинов, их различения с поляками-католиками.
Верховная Рада Украины одобрила законопроект № 5496 «О внесении изменений в статью 73 Кодекса законов о труде Украины относительно праздничных и нерабочих дней». Законом внесён в статью 73 Кодекса законов о труде Украины, которыми 25 декабря (Рождество Христово по Григорианскому календарю) признано официальным праздничным днём на Украине. 29 ноября президент Украины Пётр Порошенко подписал закон об объявлении выходным 25 декабря, когда отмечается Рождество Христово по григорианскому календарю.
На Украине календарная реформа в основном обсуждается в контексте Рождества и перед ним, как «цивилизационный выбор в пользу Запада». Все христиане празднуют Рождество Христово 25 декабря в соответствии с решением Эфесского собора, который разделил праздники Богоявления и Рождества Христова по юлианскому календарю (Армянская апостольская церковь до сих пор празднует Богоявление и Рождество Христово — 6 января по григорианскому календарю, а её Иерусалимский патриархат в Израиле — 19 (6) января по юлианскому календарю), однако некоторые православные церкви делают это по юлианскому календарю, поэтому дата юлианского 25 декабря в XX и XXI веках приходится на 7 января. Например, юлианское 25 декабря в XVI—XVII веках соответствовало григорианскому 4 января, в XVIII веке — 5 января, в XIX веке — 6 января, а в XXII веке — 8 января и т. д.
Однако календарная реформа повлечёт за собой празднование всех неподвижных праздников на 13 дней раньше, то есть Рождество Пресвятой Богородицы — 8 сентября, Воздвижение Креста Господня — 14 сентября, Покров Пресвятой Богородицы — 1 октября, Введение во храм Пресвятой Богородицы — 21 ноября, День святителя Николая — 6 декабря, Рождество Христово — 25 декабря, Маланка (Щедрый вечер) — 31 декабря, Крещение Господне (Богоявление) — 6 января, Сретение Господне — 2 февраля, Благовещение — 25 марта, Рождество Иоанна Крестителя — 24 июня, Преображение Господне — 6 августа, Успение Пресвятой Богородицы — 15 августа и т. д.
Большинство автокефальных православных церквей приняли новый стиль как новоюлианский календарь в течение XX века, когда их государства перешли на григорианский календарь. Теперь новоюлианский (усовершенствованный юлианский календарь, устранивший недостаток), который до 2800 года будет полностью совпадать с григорианским, используют 9 с 16 автокефальных православных церквей: например, Румынская, Болгарская и Православная церковь Чешских земель и Словакии, и почти все церкви греческого православия: Константинопольская, Александрийская, Антиохийская, Кипрская, Элладская, Албанская православные церкви, кроме Иерусалимской.
Приверженцы календарной реформы также считают, что переход отдалит Украину от российских и советских традиций.
Доктор богословских наук Дмитрий Степовик считает, что украинцам следует принять новый стиль. В первую очередь нет точной даты, когда родился Иисус Христос, однако в христианской традиции это произошло во время зимнего солнцестояния (именно 25 декабря к световому времени суток начинает добавляться одна минута). Также к Рождеству должен закончиться Филипповский пост, ведь если праздник 25 декабря, то пост будет заканчиваться до Нового года (это день пения, веселья и танцев, которые запрещены во время строгого поста).
Предстоятель Украинской православной церкви Киевского патриархата патриарх Филарет в июне 2018 года выразил мнение, что переход на новоюлианский календарь возможен, если прихожане будут согласны перейти, напомнив, что подавляющее большинство автокефальных православных церквей (9 из 15) перешли на новоюлианский, кроме Иерусалимской, Русской, Украинской, Сербской и Грузинской.
Вопрос календарной реформы остро встал после начала полномасштабного вторжения России на Украину в 2022 году, ведь, как утверждают некоторые публицисты и церковники, из-за использования старого стиля вместе с Русской православной церковью Украина находится в сфере «русского мира».
Ректор Открытого православного университета святой Софии-Премудрости Георгий Коваленко в декабре 2022 года высказал мнение, что пока Рождественские богослужения целесообразно проводить дважды — 25 декабря и 7 января, а в дальнейшем проводить обсуждение возможности дальнейшего перехода на новоюлианский календарь. При этом, как считает священник, решение должно приниматься не отдельно одной церковью, а, например, всем религиозным сообществом — или всеми православными, или православными и грекокатоликами, или христианам в рамках Всеукраинского совета церквей и религиозных организаций.
24 декабря 2022 года верховный архиепископ Святослав во время аудиенции передал митрополиту Епифанию для ознакомления письмо с изложением соображений иерархов УГКЦ касательно календарной реформы. Предстоятели решили создать совместную рабочую группу по конкретным предложениям календарной реформы. Совместную группу инициируют по случаю празднования 1700-летия Первого Вселенского Собора, состоявшегося в Никее в 325 году. В этом Соборе, в частности, были определены календарные принципы церковной жизни.
После проведения Архиерейского собора 24 мая 2023 года стало известно, что Православная церковь Украины будет просить власть перенести государственные праздники — День защитников и защитниц Украины и День украинской государственности, связанных с Покровом Пресвятой Богородицы и праздником князя Владимира Великого, на новые даты.
28 июня 2023 года президент Украины Владимир Зеленский внёс в Верховную Раду Украины законопроект, который переносит с 28 июля на 15 июля День украинской государственности, с 14 октября на 1 октября — День защитников и защитниц Украины и отменяет праздник Рождества Христова 7 января в подтверждении даты 25 декабря в качестве единственного дня празднования, отражая изменения в календарях ПЦУ и УГКЦ. В церковных кругах не ожидали, что президент Украины Владимир Зеленский решится быстро отменять выходной на Рождество 7 января. Парламент одобрил этот закон 14 июля 2023 года, закон поддержал 241 депутат. Владимир Зеленский подписал закон 28 июля 2023 года.

### Православие

#### Православная церковь Украины
Предстоятель Православной церкви Украины митрополит Епифаний в декабре 2020 года заявил, что такое изменение даты на Украине возможно после того, когда к такому решению будет готова как церковь, так и верующие после проведения просветительской работы. Было отмечено, что перенос Рождества Господнего повлечёт за собой изменение дат всех неподвижных праздников на 13 дней назад.
В декабре 2021 года митрополит Епифаний выразил надежду, что в течение следующих 10 лет большинство украинцев смогут перейти на празднование Рождества 25 декабря, и подчеркнул, что лично поддерживает переход празднования Рождества по новоюлианскому календарю, по которому празднует 9 из 15 автокефальных православных церквей, но процесс должен происходить постепенно.
18 октября 2022 года Священный Синод Православной церкви Украины разрешил епархиям проводить богослужения на Рождество Христово по новоюлианскому календарю, то есть 25 декабря. Там, где для этого существуют пастырские обстоятельства и удостоверяется желание верующих, как исключение разрешить по решению настоятеля и общины 25 декабря 2022 совершить богослужение с последующим представлением через епархиальные управления в Киевскую митрополию письменной информации о числе участников богослужений. В случае совершения богослужения, его участники в этот день освобождаются от ограничений поста.
25 декабря митрополит Епифаний сообщил, что на следующем заседании Синода ПЦУ изучит опыт совершения Рождественских литургий 25 декабря 2022 года по новому стилю — как положительный, так и отрицательный. И в дальнейшем ПЦУ будет решать дальнейшие шаги в календарной реформе исключительно соборно, имея целью главную цель: не дать оппонентам или неразумным ревнителям разных идей умножать разделения в Церкви".
6 января 2023 года митрополит Епифаний сообщил, что приходы Православной церкви Украины, которые захотят полностью перейти на новоюлианский календарь, вскоре смогут это сделать после решения ближайшего заседания Синода, отметив, что ПЦУ уже стала на путь реформы церковного календаря и будет делать все для того, чтобы воплотить её в течение 2023 года в жизнь. Спикер ПЦУ архиепископ Евстратий Зоря считал, что вопрос календарной реформы будет продвигаться успешно и достаточно быстро, но важно, чтобы этот вопрос не разделил общество и ПЦУ, поэтому все это должно быть продумано.
2 февраля 2023 Священный Синод ПЦУ разрешил и утвердил порядок благословения приходам и монастырям на полное использование новоюлианского календаря, а 24 мая 2023 года провести заседание Архиерейского Собора, где будет вынесен вопрос календарной реформы. 6 февраля 2023 г. митрополит Евстратий Зоря после решения УГКЦ о переходе на новый стиль заявил, что есть все основания для принятия положительного решения на Соборе в мае 2023 года о переходе ПЦУ на новый стиль.
2 марта 2023 года Православная церковь Украины впервые опубликовала информацию о величайших праздниках и днях памяти святых в двух вариантах по юлианскому и новоюлианскому календарям, отметив актуальность вопроса календарной реформы, поскольку Православная церковь Украины получает многочисленные запросы от приходов, монастырей, мирян, духовенства. и архиереев по поводу возможности использования в практике служения новоюлианского календаря.
24 мая 2023 Архиерейский Собор в Трапезном храме Киево-Печерской лавры согласовал переход на новоюлианский календарь с 1 сентября 2023 года. Также было принято решение созвать 27 июля 2023 Поместный Собор ПЦУ, который окончательно утвердит переход на новоюлианский календарь. Также было решено, что если приходы будут желать остаться на старом стиле, то путём голосования они будут иметь право остаться на юлианском календаре.
27 июля 2023 года Поместный Собор утвердил переход.
12 ноября 2023 года Киево-Печерская лавра объявила о переходе на новоюлианский календарь с 15 ноября 2023 года, когда начинается рождественский пост.

#### Украинская православная церковь Московского патриархата
Около ста румынских приходов на Украине, входящих в состав Украинской православной церкви Московского патриархата, всегда праздновали Рождество Христово 25 декабря по новоюлианскому календарю, как и Румынская православная церковь.
Как свидетельствуют результаты исследования, проведённого 1-2 июня 2023 года социологической группой «Рейтинг», за проведение календарной реформы более 40 % прихожан Украинской православной церкви Московского патриархата. В то же время среди них больше тех, кто против этой реформы — 35 %.

### Католичество
Григорианский календарь в Латинской церкви на Украине был введён сразу же, когда и в Западной Европе, поскольку в 1582 году русинские земли входили в состав Речи Посполитой, официально католической державы.

#### Апостольская администратура в Казахстане и Центральной Азии
7 февраля 2023 года декретом Василия Говеры было установлено, что Апостольская администратура для католиков византийского обряда в Казахстане и Центральной Азии с 1 сентября 2023 года переходит на новоюлианский календарь вслед за УГКЦ на Украине и в Польше.

#### Мукачевская грекокатолическая епархия
В отличие от приходов Православной церкви Украины, приходы Мукачевской грекокатолической епархии без соответствующего разрешения церкви, и в частности, Преосвященного владыки Нила не могут самостоятельно решать и совершать рождественские литургии 24 и 25 декабря. Но вопрос внедрения МГКЕ нового стиля изучается.

#### Украинская грекокатолическая церковь
Предстоятель УГКЦ верховный архиепископ Святослав в декабре 2020 года заявил, что грекокатолическая церковь будет решать вопрос перехода на новый стиль «вместе с нашими православными братьями». Он также замечал, что этот вопрос не относится к догматическим, он должен преодолевать церковные расколы, а не вызывать новые и по его мнению, переход к празднованию Рождества по новому стилю, то есть 25 декабря, должен происходить по инициативе мирян.
31 мая 2021 года Апостольский экзархат Италии принял решение о переходе на григорианский календарь с 1 сентября 2021 года.
3 декабря 2022 года верховный архиепископ Святослав заявил, что УГКЦ имеет многолетний опыт перехода на григорианский календарь, поскольку большинство епархий и приходов за рубежом уже долгое время отмечают праздники по новому стилю. На Украине же, по его словам, изучают возможности перехода. Необходимы три начала, чтобы это было возможно: дело не только в Рождестве (будет всеохватывающая, целостная реформа, что повлечёт за собой смену всех других дат недвижимых праздников в литургическом году. Николая будет 6 декабря, а День украинского войска на Покров Пресвятой Богородицы — 1 октября и т. д.); календарную реформу нужно делать вместе с другими Церквами Украины и война не является удобным временем для календарной реформы.
1-2 февраля 2023 во Львове-Брюховичах Архиерейский Синод УГКЦ решил, что с 1 сентября 2023 Украинская грекокатолическая церковь на Украине переходит на новый стиль для неподвижных праздников с сохранением действующей Пасхалии, о чём сообщил верховный архиепископ Святослав 6 февраля 2023. Календарная реформа будет в два этапа. Первый — касается всех неподвижных праздников, а второй — празднование Пасхалии. Приходы, не готовые перейти на новый стиль в 2023 году, имеют переходный период до 1 сентября 2025 года.
6 февраля 2023 года Перемышльско-Варшавская митрополия, учитывая предыдущее решения УГКЦ на Украине и высказывания делегатов общего Епархиального Собора в Поршевице в июне 2022 года, было принято решение перейти на новоюлианский календарь с 1 сентября 2023 года.
Согласно декрету владыки Николая Бычка от 22 марта 2023 года, с 1 сентября 2023 года Епархия Святых Петра и Павла в Мельбурне полностью переходит на григорианский календарь, включая Пасхалию, в отличие от УГКЦ в Евразии. 24 марта 2023 года епископ Николай заявил, что основное намерение календарной реформы УГКЦ в Австралии и Океании — быть в единстве с Католической церковью в целом, и с УГКЦ в частности. Епископ Николай подчеркнул, что изменятся только даты, а традиции празднования украинцев Австралии останутся неизменными.
Согласно декрету владыки Богдана Дзюраха от 22 апреля 2023 года, с 1 сентября 2023 года Апостольский экзархат Германии и Скандинавии полностью переходит на григорианский календарь, включая Пасхалию, в отличие от УГКЦ на Украине, в Польше.
9 июня 2023 г. Украинская католическая епархия Пресвятой семьи в Лондоне, согласно декрету владыки Кеннета Новакивского, переходит с 1 сентября 2023 года на григорианский календарь, в частности с Пасхалией.

### Протестантские церкви
Процесс внедрения нового стиля на Украине, если не учитывать Латинскую церковь на Украине, первыми начали протестантские деноминации.
Венгерская реформатская церковь в Закарпатской области и Немецкая евангелическо-лютеранская церковь Украины всегда использовала григорианский календарь.

#### Баптизм
23 июня 2022 года Всеукраинский союз церквей евангельских христиан-баптистов (ВСЦ ЕХБ) принял решение перейти на григорианский календарь с декабря 2022 года. Многие баптистские общины праздновали Рождество по новому стилю ещё до этого решения много лет. К тому же, в 2022 году ряд церквей ВСЦ ЕХБ начали праздновать Пасхалию вместе с западными христианами по григорианскому календарю.
29 июня 2022 года правление ВСЦ ЕХБ обнародовало рекомендации по празднованию христианских праздников по новому стилю:
Долгое время евангельские христиане-баптисты Украины оставались под влиянием православной [русской] традиции, в частности по празднованию Рождества Христова, Пасхи и других, связанных с ними праздников. Более ста лет продолжал существовать параллельно так называемый "старый стиль". Ирония заключалась в том, что Рождество праздновалось уже после Нового года, а не наоборот, как это и должно быть. Ситуация с календарем сдвинулась с места в 2017 году, когда Верховная Рада Украины признала 25 декабря выходным днем, как Рождество «западного обряда». В последние годы Рождество и Пасха многие церкви уже праздновали по григорианскому календарю. Основываясь на вышеупомянутом, Совет ВСЦ ЕХБ рекомендует поместным церквям Союза ЕХБ переходить на празднование Рождества Христова, Пасхи и других христианских праздников по григорианскому календарю.правления ВСЦ ЕХБ

#### Лютеранство
16 декабря 2017 года Украинская лютеранская церковь перешла на новоюлианский календарь с 2018 церковного года, что было первым случаем на Украине.
Немецкая евангелически-лютеранская церковь Украины всегда использовала григорианский календарь.

#### Пятидесятничество
6 июля 2022 года комитет Украинской церкви христиан веры евангельской (УЦХВЕ), крупнейшего союза пятидесятников на Украине, согласовал рекомендацию церквям использовать единый григорианский календарь фиксированных христианских праздников вместе с большинством христиан мира:
Сегодня Украина отказывается от прошлого, которое связывает ее с русским миром, евразийством и альтернативной к Западу культурой. Календарное разделение в христианском мире было одним из элементов цивилизационного тождества с Россией и ее геополитическим противопоставлением Европе. Постепенно все больше украинских христиан выбирают единство с Западом, а нынешняя российско-украинская война только актуализировала это стремление.отмечает УЦХВЕ

## Препятствование

### Пасхалия
9 из 16 поместных автокефальных православных церквей, живущих по новому стилю, используют новоюлианский календарь (это когда Рождество совпадает с григорианским, а Пасха с юлианским), кроме автономной Финляндской православной церкви, живущей по григорианскому календарю. От Никейского собора 325 года дата исчисления Пасхи имеет четыре фундаментальных правила. Пасха должна быть:
1. после весеннего равноденствия (21 марта);
2. после первого по равноденствию полнолуния;
3. в следующее после полные воскресенье;
4. христианская Пасха должна быть после еврейского Песаха, ведь, согласно свидетельству Евангелия, Христос воскрес на другой день после еврейского Песаха.

На основе юлианского календаря была составлена так называемая вечная пасхалия, то есть цикл продолжительностью 532 года, предусматривающий все возможности дать Пасху и при этом циклически повторяющийся. Однако после введения григорианской реформы календаря эта вечная пасхалия больше не работает. Изобрели другую формулу исчисления Пасхи, которая также хранит все предписания Никейского собора с тем отличием, что очень редко христианская Пасха раньше еврейской.
Именно по этой причине некоторые Православные Церкви придумали так называемый новоюлианский календарь, где недвижимые праздники празднуют по григорианскому календарю, а подвижные — по юлианскому.
Однако новоюлианский календарь имеет больше недостатков, чем Пасха по чисто григорианскому календарю. Например, в 2022 году праздник Пасхи праздновали по двум календарям с разницей в 1 неделю. Еврейский Песах праздновался 14 апреля, а первый полнолуние после реального весеннего равноденствия был 16 апреля. Таким образом, Пасха, которая по григорианскому календарю праздновалась 17 апреля, сохранила все четыре требования Никейского собора, а Пасха по юлианскому календарю через неделю 24 апреля — нет. Согласно древним ложным расчетам полнолуние должно было быть только 20 апреля, более того, идентичная ситуация будет в 2023 году. Ведь реальный полный месяц будет 6 апреля, сами можете в этом убедиться своими глазами, а теоретический должен быть только 9 апреля, поэтому по григорианскому календарю Пасху будут праздновать 9 апреля, а по юлианскому календарю ещё ждать неделю и праздновать только 16 апреля. При этом еврейский Песах будет 6 апреля, то есть снова все четыре предписания Никейского собора сохранены в григорианском календаре.
Ещё хуже ситуация, когда между двумя календарями возникает разница в 5 недель, как будет в 2024 году, когда по юлианскому календарю Пасха будет уже после второго реального полнолуния. Таким образом, обвинение некоторых православных в том, что католики, празднующие Пасху по григорианскому календарю, нарушают одно правило Никейского собора, конечно, имеет место, однако православные с такой же частотой нарушают два правила Никейского собора, и то даже очень часто, закрывая глаза бумагой с ошибочными расчетами, пренебрегая реальной полной луной, видимой для всех человеческих глаз.

#### Благодатный огонь
Во время дискуссий по календарной реформе часто ошибочно спекулируется тема Благодатного огня как верования о чудесном восхождении. Ещё в 2001 году местоблюститель патриаршего престола Иерусалимской Церкви митрополит Петрский Корнилий, участвовавший в церемонии освящения, назвал восхождение огня естественным явлением. «Однако молитвы, читаемые патриархом или заменяющим его епископом, освящают этот естественный свет и вследствие этого он имеет благодать Святого света. Это естественный свет, который зажигают от неугасимой лампады, хранящейся в ризнице храма Воскресения»,— отметил митрополит Корнилий. В 2018 году своим свидетельством с репортёром телеканала «Хадашот 2» поделился армянский священник Самуил Агоян:
Мы приносим связки свечей, мы называем их факелами, и поджигаем их от масляной лампы и выходим, чтобы раздать благодатный огонь.... Да, от масляной лампы, которую оставляем заранее... Мы верим в чудеса , но поверьте, я делал это трижды, и это не чудо. Бог делает чудеса, но не в утешение людям, а только тогда, когда это действительно нужно.
В интервью 5-му каналу митрополит Киевский и всея Украины Епифаний сказал, что Святой Свет просто выносят и освящают, как и воду освящают, а прежде наливают, хотя некоторые веруют в чудесное восхождение огня:
Как примерно мы освящаем на Иордан воду: есть вещество, есть вода. Она ведь не возникает просто. Не творится чудо. Священник не создает воду как таковую, он просто освящает ее и получает благодатную силу. Так же и с Благодатным огнем. Он просто выносится из Гроба Господня… некоторые верят, что оно чудесным образом (сходит, ред.), но это в большей степени воспоминание того первого чуда, которое было совершено в определенный момент. И в знак этого оно происходит каждый год.

### Русская православная церковь
Русская православная церковь и её часть на Украине — Украинская православная церковь Московского патриархата всегда спекулируют на теме календарной реформы и католичества. Несмотря на то, что большинство автокефальных православных церквей отмечают религиозные праздники именно по новоюлианскому календарю, соответствующему григорианскому календарю, Московский патриахат и российская пропаганда видит в этом католичество. К примеру, российские СМИ распространяли в ноябре и декабре 2018 года фейки о том, что с принятием Томоса об автокефалии Православной церкви Украины Рождество Христово сразу же перенесут с 7 января на 25 декабря с объективацией «как у католиков». Пресс-секретарь Украинской православной церкви Киевского патриархата архиепископ Черниговский и Нежинский Евстратий Зоря опроверг эту информацию.

## Социологические опросы
В конце 2021 года идею переноса празднования Рождества с 7 января на 25 декабря поддерживали 26 процентов, в то время как 58 процентов респондентов были против, а 15 процентов было безразлично. Однако за последние пять лет уменьшилось количество тех, кто против переноса даты празднования Рождества (с 69 до 58 процентов) и несколько возросло количество поклонников (с 15 до 26 процентов). Больше всего сторонников идеи переноса Рождества на Западе и в Киеве — около 40 процентов.
В 2022 году во время широкомасштабного вторжения России на Украину по результатам опроса, проведенного социологической группой Рейтинг, 20-21 ноября большая часть украинцев поддержала идею о переносе празднования Рождества Христова на 25 декабря: поддержали 44 процентов украинцев, в то же время 31 процентов опрошенных выступали против, 23 процентов респондентов ответили, что им безразличный этот вопрос, а 2 процента затруднились ответить.
По результатам исследования, проведенного 1-2 июня 2023 социологической группой «Рейтинг», проведение календарной реформы поддерживают 63 % украинцев, 18 % — против, а ещё 17 % — относятся к этому безразлично. Больше всего сторонников перехода среди греко-католиков — 92 %, пока только 4 % против. Среди прихожан ПЦУ более 60 % поддерживают инициативу перехода на новый календарь, а 29 % против. Кроме того, за смену календаря более 40 % прихожан УПЦ (МП). В то же время среди них больше тех, кто против этой инициативы — 35 %. В целом больше всего сторонников перехода среди жителей запада Украины — 78 %. Меньшая поддержка людей из восточных и южных областей, однако около половины «за» перенос даты празднования Рождества.
Согласно исследованию, проведенному международной компанией Deloitte в ноябре 2023 года, после перехода украинских христианских церквей на новый стиль большая часть украинцев (около 45 %) будет праздновать Рождество 25 декабря и только 17 % — 7 января, а дважды планируют праздновать 32 %.
Согласно опросу Международного республиканского института, в феврале 2024 года 53 % украинцев праздновали Рождество 25 декабря. Рождество Христово 7 января в 2024 году праздновало 11 %, а дважды — 17 %. Среди праздновавших Рождество 25 декабря преобладали греко-католики (93 %), а на втором месте — верующие Православной церкви Украины (58 %). Рождество 25 декабря отмечали также атеисты (33 %) и те, кто не принадлежит ни к одной религии (38 %). Наименее распространенной дата была среди верующих УПЦ (МП) (24 %).

### Дія
В мобильном приложении Дія 24 декабря 2022 г. начали опрос, который продлится до 30 декабря в котором украинцы отметили, когда они хотели бы праздновать Рождество Христово. В день Сочельника по григорианскому и новоюлианскому календарям, 24 декабря, за празднование Рождества 25 декабря проголосовали около 60 % (450 тыс.) из более 750 тысяч украинцев, уже принявших участие в опросе.
По результатам опроса, который завершился 30 декабря, почти 60 % украинцев предпочли Рождество 25 декабря, и только 25 % — 7 января. Около 13 % респондентов готовы праздновать две даты. Не празднуют Рождество — около 3 %. В опросе приняли участие рекордные 1,5 миллиона человек.